# 意大利银行
意大利银行（意大利语：Banca d'Italia），位于罗马，为意大利的中央银行，为欧洲央行系统的成员。现任行长Ignazio Visco，2011年11月1日上任。